# Dobra (okręg Alba)
Dobra – wieś w Rumunii, w okręgu Alba, w gminie Șugag. W 2011 roku liczyła 503 mieszkańców.